# Manuel Víctor Domenech Ferrer
Manuel Víctor Domenech Ferrer (Isabela, 23 de març de 1869 - San Juan, 15 de març de 1942) fou un polític i enginyer porto-riqueny, membre actiu del partit demòcrata de Puerto Rico.
Es va graduar a la Universitat Lehigh, Pennsilvània, Estats Units, el 1888. Domenech fou també educat a l'Institut politècnic Rensselaer que var ser la primera universitat politècnica dels Estats Units. Va estudiar a Troy, Nova York, una àrea que experimentava un gran creixement i transformació arquitectònica.
Quan va retornar a Puerto Rico, fou membre de la Cambra de Representants de 1900 a 1902 i també alcalde de Ponce el 1904. El 1914 va ser anomenat Comissionat en el Departament d'Interior dels EUA. Més tard fou Tresorer de Puerto Rico, de 1930 a 1935. En diverses ocasions va ser Governador Interí de Puerto Rico.
Domenech va assistir a la Convenció Nacional Republicana de 1928 com a delegat alternatiu. El seu gran gran nebot, Francisco Domenech, fou membre del Partit Democràtic, on serveix com a "superdelegate". Un altre parent, Douglas Domenech, el seu nebot, va servir com a Cap d'Ajudant de Personal del Departament dels Estats Units de l'Interior i com a persona designada per Bush al grup de treball de la Casa Blanca sobre l'estatus polític de Puerto Rico i més tard va servir com a Secretari de Recursos Naturals de la Commonwealth de Virginia.
Domenech és també conegut per haver exercit com a arquitecte municipal de la ciutat de Ponce. Fou enginyer civil i, el 1914, va rehabilitar la casa Paoli on el tenor Antonio Paoli va néixer.
Domenech va morir el 1942 a San Juan, Puerto Rico. És enterrat al cementeri Fournier de Carolina. Una avinguda d'Hato Rey porta el seu nom així com un carrer de Ponce.